# Curt Emmelius
Curt Emmelius (* 26. August 1882 in Gießen; † 7. Dezember 1968 in Göttingen) war ein deutscher Eisenbahnbeamter.

## Leben
Emmelius besuchte das humanistische Gymnasium in Gießen. Während seines Studiums wurde er in Darmstadt Mitglied der Studentenverbindung Gesellschaft Burg. Sein Maschinenbaustudium an der Technischen Hochschule Berlin schloss er 1908 mit Auszeichnung ab. Zusätzlich legte er Im Juni 1911 die Große Staatsprüfung ab. 

## Wirken
Emmelius trat als Regierungsbaumeister in den Dienst der Preußischen Staatsbahn. In den Folgejahren stieg er schrittweise im maschinentechnischen Dienst auf. 1917 wurde er Regierungsbaurat. Von der Deutschen Reichsbahn wurde Emmelius 1920 übernommen. 1924 wurde er zum Oberreichsbahnrat und 1927 zum Reichsbahndirektor befördert. Ab 1932 leitete er das Reichsbahn-Zentralamt (RZA) für Maschinenbau. Nachdem Ernst Spiro, der jüdische Leiter des Reichsbahn-Zentralamts für Einkauf, im Februar 1933 aus rassistischen Gründen beurlaubt worden war, übernahm Emmelius kommissarisch auch die Leitung dieses Zentralamts. Die seit 1930 bestehenden vier Zentralämter wurden 1936 wieder wie vor 1930 zusammengelegt, Emmelius wurde Direktor des neuen RZA Berlin und blieb bis zum Ende des Zweiten Weltkriegs auf dieser Position. Am 30. November 1937 beantragte er die Aufnahme in die NSDAP und wurde rückwirkend zum 1. Mai desselben Jahres aufgenommen (Mitgliedsnummer 5.849.768). Zusammen mit Mitarbeitern des RZA verlagerte er kurz vor Kriegsende wesentliche Materialien und Akten des RZA an einen Ausweichstandort in Göttingen. 
Ab Mitte 1945 leitete Emmelius das als Nachfolger des RZA Berlin neugegründete, der Reichsbahn-Generaldirektion in der Britischen Zone zugeordnete RZA Göttingen. 1947 ging er in den Ruhestand.

## Ehrungen
- 1952: Großes Verdienstkreuz der Bundesrepublik Deutschland